# Jorge Aliaga
Jorge Luis Aliaga (San Miguel, Buenos Aires, 28 de mayo de 1959) es un físico argentino, que trabaja en el campo de los sistemas dinámicos. Investigador de la Universidad de Buenos Aires y del Consejo Nacional de Investigaciones Científicas y Técnicas de Argentina (CONICET).   
Jorge Luis Aliaga realizó sus estudios universitarios en la Universidad de Buenos Aires. Allí obtuvo su licenciatura en Física en 1985 y su doctorado en 1988. Ha sido investigador asociado del Centro Internacional de Física Teórica (ICTP), Trieste, Italia. Es Profesor del Departamento de Física  de la Facultad de Ciencias Exactas y Naturales (Universidad de Buenos Aires) (FCEN), Investigador Independiente del CONICET.
Fue representante del claustro de graduados en el Consejo Directivo de la FCEN entre 1992 y 1997, miembro del Consejo Superior de la Universidad de Buenos Aires en 1999, en representación del claustro de profesores, Secretario General de la FCEN entre 2000 y 2006, y ese año asumió como decano de la Facultad de Ciencias Exactas y Naturales, mandato que le fue renovado en 2010 y finalizó el 20 de marzo de 2014. 
Entre 2014 y 2015 se desempeñó como asesor en diversos proyectos y luego como Subsecretario de Evaluación Institucional del Ministerio de Ciencia, Tecnología e Innovación (Argentina).
Actualmente forma parte del consejo directivo de la Universidad de Hurlingham ejerciendo como Secretario de Planeamiento y Evaluación Institucional.
Durante la pandemia de COVID-19, difundió herramientas para la creación de medidores de dióxido de carbono (CO2) de forma libre y gratuita para universidades y otras entidades educativas. Asesoró a cooperadoras escolares en la creación de sus propios medidores y puso a prueba diversos medidores de circulación comercial para testear su calibración. Por este trabajo recibió el Premio Konex - Diploma al Mérito en 2023.

## Investigaciones
Aliaga ha trabajado en dinámica cuántica teórica, squeezed states, y recientemente en dinámica experimental de láseres y dinámica de neuronas. Ha publicado numerosos trabajos científicos, entre ellos:
- J. Aliaga y A. N. Proto. “Relevant Operators and Non-Zero Temperature Squeezed States”. Phys. Lett. A142 (1989) 63
- J. Aliaga, G. Crespo y A. N. Proto. “Non-zero temperature coherent and squeezed states for the harmonic oscillator: the time-dependent frequency case”. Phys. Rev. A42 (1990) 618
- J.L. Gruver, J. Aliaga, A. N. Proto y H. A. Cerdeira. “Quantum dissipation is a dynamical collective effect”. Phys. Rev. E 51 (1995) 6263.
- A. M. Yacomotti, M. C. Eguía, J. Aliaga, O. E. Martinez, G. B. Mindlin, A. Lipschitz. “Interspike time distribution in noise driven excitable systems”. Phys. Rev. Lett. 83, (1999) 292.
- J. Aliaga, N. Busca, V. Minces, G. B. Mindlin, B. Pando, A. Salles, L. Sczcupak. “An electronic neuron within a ganglion of a leech (Hirudo medicinalis)”. Phys. Rev. E 67, (2003) 061915.